# Internet Explorer 1
Internet Explorer 1.0 là phiên bản duyệt web của Microsoft ra mắt vào ngày 16 tháng 8 năm 1995. Nó là tác phẩm sửa đổi từ Spyglass Mosaic mà Microsoft đã có giấy phép từ Spyglass Inc. Nó ra mắt cùng với Microsoft Plus! dành cho Windows 95 và bản phát hành OEM của Windows 95, tuy nhiên vẫn có một số bản phát hành OEM của Windows 95 không có Plus! vẫn sẽ có thể được tích hợp. Nó được cài đặt làm một phần của Internet Jumpstart Kit trong Plus!. Nhóm Internet Explorer khởi đầu chỉ khoảng sáu người trong giai đoạn phát triển đầu tiên. Internet Explorer 1.5 phát hành vài tháng sau đó dành cho Windows NT và thêm hỗ trợ hiển thị bảng HTML cơ bản.
Mặc dù không được bao gồm, phần mềm này cũng có thể được cài đặt trên bản phát hành gốc của Windows 95.
Bằng cách đưa trình duyệt này một cách miễn phí vào hệ điều hành, Microsoft sẽ không phải trả tiền bản quyền cho Spyglass Inc, điều này đã dẫn tới một vụ kiện và một khoản tiền giải quyết lên tới 8 triệu đô la Mỹ vào ngày 22 tháng 1 năm 1997
Internet Explorer đi kèm với một quy trình cài đặt thay thế một cài đặt thủ công được yêu cầu bởi nhiều trình duyệt web hiện có

## Thời gian hỗ trợ
Đây là phiên bản đầu tiên không hỗ trợ được lâu.
Hiện tại, phiên bản này đã không còn được hỗ trợ và tải xuống từ Microsoft. Tuy nhiên, các bản lưu trữ của phần mềm vẫn có thể được tìm thấy và tải xuống trên các trang web khác nhau.